# Earl of Rosebery

Wappen der Earls of Roseberry

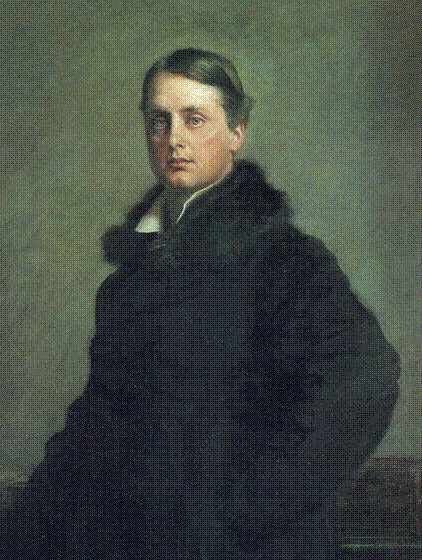
Archibald Primrose, 5. Earl of Rosebery

Earl of Rosebery ist ein erblicher britischer Adelstitel in der Peerage of Scotland.
Familiensitz der Earls ist Dalmeny House bei Dalmeny in West Lothian und bis 1977 auch Mentmore Towers in Mentmore, Buckinghamshire.

## Verleihung, nachgeordnete und weitere Titel
Der Titel wurde am 10. April 1703 an Archibald Primrose, 1. Viscount of Rosebery, ein langjähriges Mitglied zunächst des schottischen Parlaments und ab 1707 des britischen Oberhauses, verliehen. Zusammen mit dem Earldom wurden ihm die nachgeordneten Titel Viscount of Inverkeithing und Lord Dalmeny and Primrose verliehen. Er war drei Jahre zuvor, am 1. April 1700, bereits zum Viscount of Rosebery und Lord Primrose and Dalmeny erhoben worden. Alle genannten Titel gehören zur Peerage of Scotland und wurden mit dem besonderen Vermerk verliehen, dass sie, sollte kein männlicher Nachkomme vorhanden sein, auch in der weiblichen Linie vererbt werden können.
Dem 4. Earl wurde am 26. Januar 1828 in der Peerage of the United Kingdom der Titel Baron Rosebery, of Rosebery in the County of Edinburgh verliehen.
Der 5. Earl diente als Außenminister, Lord Privy Seal, Premierminister des Vereinigten Königreichs und Lord President of the Council. Am 3. Juli 1911 wurden ihm in der Peerage of the United Kingdom die Titel Earl of Midlothian, Viscount Mentmore, of Mentmore in the County of Buckingham, und Baron Epsom, of Epsom in the County of Surrey verliehen.
Der älteste Sohn des jeweiligen Earls führt als dessen voraussichtlicher Titelerbe (Heir Apparent) üblicherweise den Höflichkeitstitel Lord Dalmeny.

## Liste der Earls of Rosebery (1703)
- Archibald Primrose, 1. Earl of Rosebery (1664–1723)
- James Primrose, 2. Earl of Rosebery (1691–1765)
- Neil Primrose, 3. Earl of Rosebery (1729–1814)
- Archibald John Primrose, 4. Earl of Rosebery (1783–1868)
- Archibald Philip Primrose, 5. Earl of Rosebery, 1. Earl of Midlothian (1847–1929)
- Albert Edward Harry Meyer Archibald Primrose, 6. Earl of Rosebery, 2. Earl of Midlothian (1882–1974)
- Neil Archibald Primrose, 7. Earl of Rosebery, 3. Earl of Midlothian (1929–2024)
- Harold Ronald Neil Primrose, 8. Earl of Rosebery, 4. Earl of Midlothian (* 1967)

Heir Apparent ist der Sohn des jetzigen Earls, Albert Caspian Harry Primrose, Lord Dalmeny (* 2005).